# Doula
La doula és una dona sense titulació que acompanya una altra dona durant l'embaràs, el part i el puerperi (o en alguna d'aquestes etapes), ocupant-se, a partir del seu criteri i experiència, del seu benestar general i de les seves necessitats, especialment de les emocionals. Això pot abastar també la seva parella i els altres membres de la família, si és el cas. Les seves activitats (no regulades a l'Estat espanyol i altres països) no resten exemptes de polèmica.

## Etimologia
La paraula doula, del grec δοῦλα (dula), significa "esclava". Posteriorment, el seu significat va canviar a "serventa". A Grècia la paraula té una connotació negativa pel seu origen, per tant moltes prefereixen autodenominar-se "assistentes al part".

## Història
Al llarg de la història les dones, en els seus parts, han buscat una llevadora amb experiència i coneixements, que les assistís, a elles i als seus nadons. Solia haver-hi també una o diverses dones que oferien el seu suport: una altra mare, àvia, o amiga, capaces de contenir-la afectivament i emocional. Eren dones generalment properes, que després del part s'ocupaven de protegir la mare i de cobrir les seves necessitats per tal que pogués recuperar-se i dedicar-se exclusivament al seu fill.
Les característiques de la vida actual fan que les famílies extenses hagin deixat de conviure i s'hagin dispersat en nuclis cada vegada més reduïts. Les dones abandonaren l'entorn tradicional del part i la criança, en paral·lel a la consolidació de la medicina moderna i a la introducció de noves mesures mèdiques i higièniques que milloraren la seguretat dels parts. Les famílies i comunitats han deixat de fer aquesta funció mentre un personal especialitzat s'ocupa d'aquestes qüestions d'antiga tradició íntima, les quals requereixen un entorn especialitzat.
La doula apareix com una forma actualitzada d'aquesta figura femenina que pretén facilitar, amb la seva presència afectiva, protecció i acompanyament durant els inicis de la maternitat.

## Característiques
Les doules poden acompanyar tant en hospitals, com en cases de naixements i en domicilis. Segons afirmen els seus col·lectius, el suport emocional continuat i la confiança brindada durant tot el procés milloren i faciliten totes les fases del part i del postpart immediat, de la mateixa manera que asseguren que les dones acompanyades per doules tendeixen a tenir una millor vivència dels seus parts i compten amb un major grau de confiança i seguretat, que reverteix en un bon vincle mare-fill.

## Controvèrsia i denúncia del Consell General d'Infermeria
A principis de 2015, el Consell General d'Infermeria va denunciar presumptes pràctiques irregulars per part de doules, que a l'Estat espanyol no tenen cap competència ni formació reconeguda, acusant-les d'intrusisme professional i de pràctiques que poden posar en risc la vida de les mares i dels nadons.